# Phebellia epicydes
Phebellia epicydes är en tvåvingeart som först beskrevs av Walker 1849.  Phebellia epicydes ingår i släktet Phebellia och familjen parasitflugor. Inga underarter finns listade i Catalogue of Life.